# Krynki (gmina)
Pour les articles homonymes, voir Krynki.
La gmina de Krynki est une commune rurale polonaise de la voïvodie de Podlachie et du powiat de Sokółka. Elle s'étend sur 165,91 km2 et comptait 3.423 habitants en 2006. Son siège est le village de Krynki qui se situe à environ 24 kilomètres au sud-est de Sokółka et à 45 kilomètres à l'est de Bialystok.

## Villages
La gmina de Krynki comprend les villages et localités d'Aleksandrówka, Białogorce, Borsukowizna, Chłodne Włóki, Ciumicze, Górany, Górka, Jamasze, Jurowlany, Kłyszawka, Kruszyniany, Kundzicze, Łapicze, Leszczany, Łosiniany, Nietupa, Nietupa-Kolonia, Nietupskie, Nowa Grzybowszczyzna, Nowa Świdziałówka, Ostrów Południowy, Ozierany Małe, Ozierany Wielkie, Ozierskie, Plebanowo, Podlipki, Podszaciły, Rachowik, Rudaki, Sanniki, Seroczyńszczyzna, Słobódka, Stara Grzybowszczyzna, Studzianka, Szaciły, Trejgle et Żylicze.

## Gminy voisines
La gmina de Krynki est voisine des gminy de Gródek et Szudziałowo. Elle est aussi voisine de la Biélorussie.